# Palisadekirke
Una chiesa palizzata è una chiesa costruita con palizzate, ceppi di legno strutturale tagliati per il lungo, piantati nel terreno, nella ghiaia o sopra una piattaforma. Le palizzate formano una parte integrante del sistema portante dell'edificio.

## Costruzione

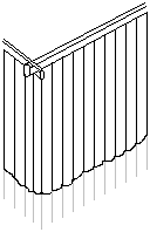
Palizzata

Si pensa che questo tipo di costruzione sia precedente a quella con pali inseriti direttamente nel terreno, a chiamata stolpekirke, in seguito stavkirke. Una chiesa palizzata aveva le mura spesso inserite completamente o parzialmente nella ghiaia e possono essere identificate nei ritrovamenti archeologici. A volte una nuova chiesa è stata costruita attorno ad una già esistente e i resti di quest'ultima si trovano sotto al suo pavimento.
La costruzione stessa consisteva nella sua forma più semplice in pali, piantati uno vicino all'altro dentro una fossa nel terreno, con il tetto appoggiato direttamente sopra i tronchi. In seguito i ceppi vennero tagliati in due metà, con il lato piatto puntato verso l'interno. Lungo i bordi og kantene kunne bli avrettet eller utstyrt med not og fjør.
Per prevenire un veloce deterioramento, i tronchi (staveplanks) venivano bruciati nella parte inferiore ed impregnati di catrame. Le file di staveplanks venivano posate sopra un fossato di ghiaia. Nonostante ciò erano comunque soggetti all'umidità e si deteriorarono.
Per un lungo periodo si è creduto che questo stile di costruzione per le chiese sia scomparso prima dell'anno 1000, ma ricerche successive mostrarono che era ancora abbastanza comune sino al XIII secolo. Non esiste nessuna chiesa di questo tipo in Norvegia, né ve ne sono stati trovati i resti, anche se molte delle stavkirke esistenti oggi si trovano lì.
Anche se questo tipo di chiesa è oggi quasi totalmente scomparso, vi sono due sopravvissuti di eccezione.
Una chiesa di questo tipo è stata trovata nel Gotland in Svezia, come tavole del pavimento di un'altra chiesa medioevale. Questo rende possibile dire oggi, con qualificata certezza, come questo tipo di chiesa possa essere comparso. La chiesa ricostruita viene chiamata Stavkirke di Hemse, anche se è una chiesa palizzata. La chiesa ad oggi è smantellata e conservata.
In Inghilterra vi è un'altra chiesa che è sopravvissuta sino ad oggi, la chiesa di Greensted, che possiede ancora i suoi enormi muri in palizzata. Anche se molto dibattuta, viene spesso classificata come i resti di una chiesa palizzata, o più debolmente come stavkirke. Per lungo tempo questa chiesa è stata ritenuta la più antica chiesa in legno, poiché la dendrocronologia la stimava all'845 d.C., ma un esame successivo ha portato la datazione del legno al 1053 (+55 anni).